# Spindelbach
Spindelbach je zaniklá vesnice, která ve středověku stávala v Krušných horách v katastrálním území města Výsluní v okrese Chomutov.

## Název
Název vesnice se v písemných pramenech objevuje ve tvarech: Spinnelbach (1356), Spinnebuch (1367), Sspindlpach (1449) a Spindlbach (1481).

## Historie
Podle archeologického výzkumu vesnice vznikla ve druhé polovině třináctého století. První písemná zmínka o Spindelbachu je z roku 1356, kdy vesnice patřila k hasištejnskému panství, a nachází se v listině pánů z Alamsdorfu. Roku 1367 udělil král Václav IV. hrad Hasištejn a mimo jiné také polovinu Spindelbachu v léno panu Bernhardovi ze Šumburka. Když si bratři Vilém a Aleš ze Šumburka v roce 1431 rozdělili perštejnské panství, získal polovinu vesnice Vilém. Později byli jejími majiteli Vilém z Illburka a Fictumové, kteří ji roku 1481 prodali Hasištejnským z Lobkovic. Zpráva o prodeji je poslední přímou zmínkou o vesnici. Později se jméno Spindelbach objevuje již jen jako pomístní název rybníka, luk a lesů.
Na samotném okraji vesnice a v její blízkosti byly archeologicky doloženy tři zaniklé sklárny datované přibližně do poloviny třináctého století.

## Popis vesnice
Vesnice se nacházela v severním výběžku katastrálního území města Výsluní. Stála v nadmořské výšce 800–880 metrů na jižně orientovaném svahu údolí bezejmenného potoka. Místo porůstá les. Její domy stály ve dvou řadách na obou březích potoka, který tvoří osu vesnice, v délce 1100 metrů a na ploše o velikosti 25 hektarů. Svým charakterem tedy patří mezi lesní lánové vsi. Terénní relikty dokládají existenci třiceti usedlostí. V plužině vsi se částečně dochovaly mezní pásy, které vymezovaly hranice jednotlivých usedlostí.